# Межонка (Минская область)
Межонка (бел. Мяжонка) — нежилая деревня в Червенском районе Минской области. Входит в состав Колодежского сельсовета.

## Географическое положение
Находится примерно в 13 километрах к северо-востоку от райцентра и в 78 км от Минска.

## История
На 1880 год в районе нынешней деревни отмечен фольварок Малинник в составе Игуменского уезда Минской губернии. На 1921 год урочище Межонка в Хуторской волости, где насчитывалось 2 двора, проживали 16 человек. 20 августа 1924 года деревня вошла в состав вновь образованного Хуторского сельсовета Червенского района (с 20 февраля 1938 — Минской области. По итогам переписи населения Белоруссии 1997 года в деревне был 1 жилой дом, проживали 2 человека. 30 октября 2009 года в связи с упразднением Хуторского сельсовета передана в Колодежский сельсовет. На 2013 год постоянное население в деревне отсутствует, на территории сохранилось несколько домов.

## Население
- 1921 — 2 двора, 16 жителей
- 1997 — 17 дворов, 25 жителей
- 2013 — постоянное население отсутствует